# Paul Wojtkowski
Paul Wojtkowski (* 20. Dezember 1892 in Wollstein; † 14. April 1960 in Nordhausen) war ein deutscher kommunistischer Politiker.
Wojtkowski war gelernter Drahtzieher und seit 1910 Mitglied des Deutschen Metallarbeiter-Verbandes, bevor er 1913 in die SPD eintrat. Aber schon 1917 wechselte er zur USPD und 1920 zur KPD. Für die Partei saß er im Stadtrat von Essen und war Mitglied des preußischen Landtags.
1930 wurde Wojtkowski Sekretär der KPD-Bezirksleitung Ruhr sowie 1931 der Bezirksleitung Oberschlesien. 1933 floh er nach Berlin, arbeitete als Schlosser und kam 1938 in das KZ Buchenwald. Nach Kriegsende wurde er dann Mitglied der Zonenleitung der KPD in der britischen Besatzungszone und ging 1947 nach Thüringen, wo er verschiedene Aufgaben in der SED und im Landesvorstand des Freien Deutschen Gewerkschaftsbundes wahrnahm. Bei den Landtagswahlen 1950 wurde er zum Mitglied des Thüringer Landtags bestimmt und dort Vizepräsident, 1953–1960 Landrat bzw. Vorsitzender des Rates des Kreises Nordhausen (Nachfolger: Herbert Sasama).
1990 wurde die Paul-Wojtkowski-Straße in Nordhausen-Ost in Karl-Meyer-Straße umbenannt.